# Michele Frangilli
Michele Frangilli, italijanski lokostrelec, * 1. maj 1976. 
Sodeloval je na lokostrelskem delu poletnih olimpijskih igrah leta 1996, leta 2000 in leta 2004.
Na lokostrelskem delu poletnih olimpijskih iger leta 2012 v Londonu je z italijansko ekipo osvojil zlato medaljo.